# Disputas de límites de Salta con Jujuy y Catamarca
La provincia argentina de Salta mantiene ciertas disputas limítrofes con las provincias de Jujuy y Catamarca.

## Con Jujuy
Las cuatro zonas para las cuales existían diferencias limítrofes entre las provincias de Salta y de Jujuy fueron laudadas por el Instituto Geográfico Militar (que había sido autorizado para realizar laudos por los decretos N° 3.301/43 y N° 10.652/46) el 12 de agosto de 1948 para la Zona I en el Departamento de Santa Bárbara, del 28 de abril de 1949 para la Zona II Lavallén, del 7 de octubre de 1952 para la Zona III Salinas Grandes, y del 12 de mayo de 1953 para la Zona IV Valle Morado.
Como consecuencia de una inundación ocurrida en 1957, que cambió el curso del río Las Piedras, terrenos jujeños de la Colonia Agrícola de Yuto quedaron ubicados sobre la margen izquierda del nuevo curso en las zonas denominadas "La Isla" y "El Bolsón". Debido a disputas de jurisdicción judicial, el 11 de marzo de 1983, los gobernadores de Salta y Jujuy firmaron una declaración conjunta por la cual acordaron mantener el statu quo, por lo que el límite interprovincial continuó siendo el cauce histórico del río de Las Piedras, anterior a la inundación de 1957, tal como lo que establece la Real Cédula de la Corona española del año 1797 que aprobó la fundación de Orán de 1725.
El 29 de octubre de 1959 fue sancionada la ley N° 15.290 que creaba una Comisión Parlamentaria Mixta que debía reunir antecedentes para un proyecto de ley que definiera totalmente la frontera entre ambas provincias, pero hasta abril de 2008 la comisión no cumplido con sus objetivos.
La zona limítrofe en disputa, se encuentra cercana a la localidad de Urundel, departamento de Orán en la provincia de Salta y a El Talar, departamento de Santa Bárbara en la provincia de Jujuy. A fines de 2005, fuerzas policiales de ambas provincias estaban apostadas en el área.

## Con Catamarca
Al suprimirse la Gobernación de Los Andes mediante el decreto N° 9.375 del 21 de septiembre de 1943, el gobierno nacional estableció una línea divisoria provisoria para separar las jurisdicciones adjudicadas a las provincias de Salta y de Catamarca con partes de la extinguida gobernación, los límites definitivos debían establecerse por una ley nacional posteriormente, la que fue sancionada el 24 de diciembre de 1969 mediante decreto ley Nº 18.500 del gobierno militar, este decreto ley no ha sido ratificado por el Congreso Nacional quedando sin valor.
La Corte Suprema de la Nación ha intervenido en dos disputas en el área, fallando en favor de salvaguardar los derechos de ocupación histórica de Salta, en 1985 por las posesión de la mina de boratos Tinkulayu, en el Salar de Diablillos y en 1987 por el Salar del Hombre Muerto ubicados en la línea provisoria. La Provincia de Salta pretende trazar una línea limítrofe 9 km al sur de la actual línea provisoria.
A mediados de 2007 surgió una nueva disputa en la zona cuando dos empresas mineras fueron autorizadas, una por cada provincia, a operar en el área del Salar de Diablillos superponiéndose sobre el mismo yacimiento de oro, plata, zinc y otros minerales en la mina de Cerro Bayo que Catamarca considera que se encuentra en su territorio a 10 km de la frontera. En marzo de 2008 Catamarca presentó una nueva medida cautelar ante la Corte de Justicia de la Nación y poco después instaló dos destacamentos policiales en la zona en conflicto.
En 2009 la Corte suprema se ha declarado incompetente en la cuestión de fondo, delegando el asunto al Congreso de la Nación.